# Clematis venusta
Clematis venusta là một loài thực vật có hoa trong họ Mao lương. Loài này được M.C.Chang mô tả khoa học đầu tiên năm 1980.